# Stazione di Sannomiya (JR West)
La stazione di Sannomiya JR (三ノ宮駅?, Sannomiya-eki) è una stazione ferroviaria di Kōbe, nella prefettura di Hyōgo. Si trova sulla linea JR Kōbe, sezione della linea principale Tōkaidō.
Come parte della rete di trasporti della regione servita dalla JR West, in questa stazione sono accettate le seguenti carte: J-Thru Card, ICOCA, Suica, PiTaPa, TOICA e SUGOCA.
La stazione è il principale hub della città di Kōbe, a fianco della stazione di Kōbe. Nell'epoca Meiji infatti il centro della città si trovava presso la vecchia stazione. Tuttavia, dopo l'apertura del porto ai commerci internazionali e ancora, dopo la ricostruzione postguerra, il nuovo centro di Kobe si è spostato dove ora si trova la stazione di Sannomiya.  Tutt'oggi comunque, la stazione di Kōbe rimane la più rappresentativa della città, nonostante il minor numero di utilizzatori.

## Caratteristiche

### Posizione
La maggior parte della stazione di Kobe JR si trova lungo un fascio di binari quadruplicati (複々線?, Fukufukusen). Come altre stazioni come quella di Nishinomiya, anche la stazione di Sannomiya è a isola, con due piattaforme sopraelevate che servono quattro binari. I binari interni, il 2 e il 3, sono per i treni locali e per il Servizio Rapido. I due binari esterni, l'1 e il 4, vengono usati per i Servizi Rapidi Speciali o alcuni Espressi Limitati. Su questi binari esterni passano anche i treni merci. I binari esterni possono ospitare treni da 15 carrozze, mentre il 2 e il 3 supportano al massimo 12 carrozze.
La distanza dall'adiacente stazione di Motomachi è la più breve di qualsiasi altra lungo la linea JR Kōbe.

### Ingressi
La stazione dispone di tre ingressi corredati da tornelli, chiamati Est, Centro e Ovest. L'uscita Ovest si collega direttamente con le stazioni Sannomiya Hankyū (阪急三宮駅), Sannomiya Hanshin (阪神三宮駅) e Sannomiya Metropolitana (神戸市営地下鉄三宮駅).

### Biglietteria
La stazione di Sannomiya ha una Midori-no-Madoguchi (みどりの窓口), ossia una biglietteria presenziata dove è possibile acquistare i biglietti delle linee JR. È aperta ogni giorno dal primo treno alle 23:00.

### Binari
| 1 | ■Linea JR Kōbe | Servizio Rapido/Rapido Speciale per Amagasaki, Osaka e Kyoto ■Espresso Limitato notturno "Sunrise Seto/Izumo" per Yokohama e Tokyo ■Espresso limitato "Super Hakuto" e "Hamakaze" per Osaka e Kyōto                     |
| 2 | ■Linea JR Kōbe | Servizio Locale/Rapido per Amagasaki, Osaka e Kyoto Servizio locale per Kitashinchi |
| 3 | ■Linea JR Kōbe | Servizio Locale/Rapid per Nishi-Akashi e Himeji |
| 4 | ■Linea JR Kōbe | Servizio Rapido/Rapido Speciale per Nishi-Akashi e Himeji ■Chizu Express Linea Chizu Espresso limitato "Super Hakuto" per Tottori e Kurayoshi ■Linea Bantan Espresso limitato "Hamakaze" per Kasumi, Hamasaka e Tottori |

I Servizi Rapidi che arrivano e partono dal binario 4 la sera non fermano nelle seguenti tre stazioni: Suma, Tarumi e Maiko